# حميط أنغولي
حميط أنغولي (الاسم العلمي:Tragia angolensis) هو نوع من النباتات يتبع جنس الحميط من الفصيلة الفربيونية.